# Hamburgische Münze

Logo de la Hamburgische Münze.

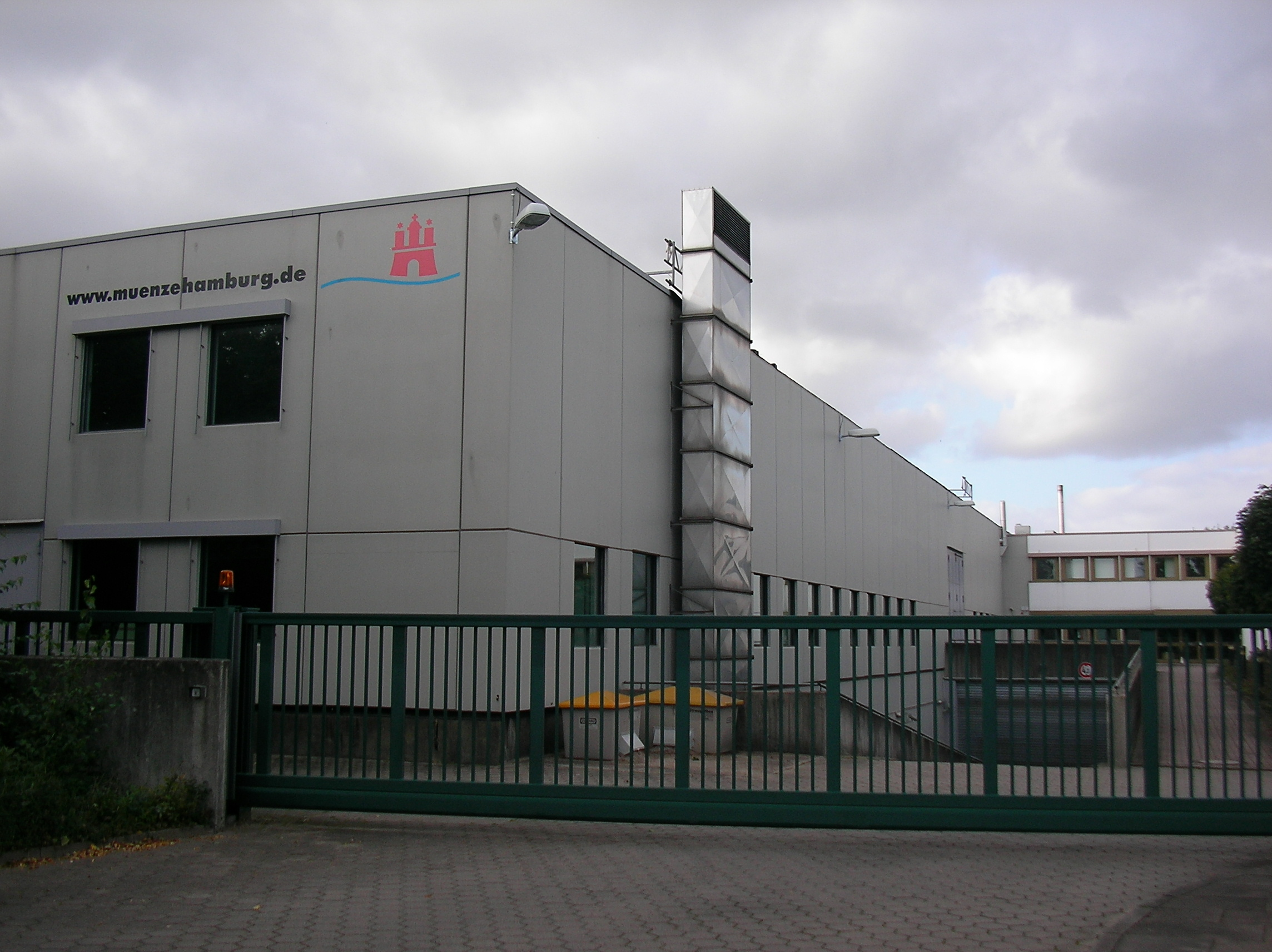
Siège.

La Hamburgische Münze est une fabrique de monnaie allemande située à Hambourg.
La Hamburgische Münze est une des fabriques de pièces de monnaie allemandes (pièces de circulation et pièces de collection). Elle est avec les monnaies de Berlin, Stuttgart, Karlsruhe et Munich une des cinq monnaies allemandes.
Les premières pièces frappées à Hambourg datent de 834. L'histoire de la Hamburgische Münze se poursuit au fil des siècles, et une nouvelle fabrique de monnaie est construite en 1873. En 1875, elle reçoit de l'empereur l'autorisation de frapper les pièces allemandes avec la lettre « J » comme différent. Aujourd'hui encore, les pièces qu'elle frappe portent cette marque d'atelier.